# Cantó de Gémozac
El cantó de Gémozac és un cantó francès del departament del Charente Marítim, situat al districte de Saintes. Té 16 municipis i el cap és Gémozac.

## Municipis
- Berneuil
- Cravans
- Gémozac
- Jazennes
- Meursac
- Montpellier-de-Médillan
- Rétaud
- Rioux
- Saint-André-de-Lidon
- Saint-Quantin-de-Rançanne
- Saint-Simon-de-Pellouaille
- Tanzac
- Tesson
- Thaims
- Villars-en-Pons
- Virollet

| Data d'elecció                           | Identitat        | Partit               | Qualitat |
| ---------------------------------------- | ---------------- | -------------------- | -------- |
| 1945-1982                                | Raoul Latreuille | Radical, després UDF |          |
| 1982-2001                                | Marcel Vallet    | Divers droite        |          |
| 2001-                                    | Loïc Girard      | RPR, després UMP     |          |
| les dades anteriors no són pas conegudes |                  |                      |          |
|                                          |                  |                      |          |

| A partir de 1990: Població sense dobles comptes |